# پونسیون دی والژیا
پونسیون دی والژیا (به لاتین: Poncione di Valleggia) یک کوه در سوئیس است که در کانتون تیچینو واقع شده‌است. پونسیون دی والژیا ۲٬۸۷۳ متر بالاتر از سطح دریا واقع شده‌است.